# Октябрьский район (Минск)
Октябрьский район (бел. Кастры́чніцкі раён) — административный район в южной части города Минска в Беларуси.

## История

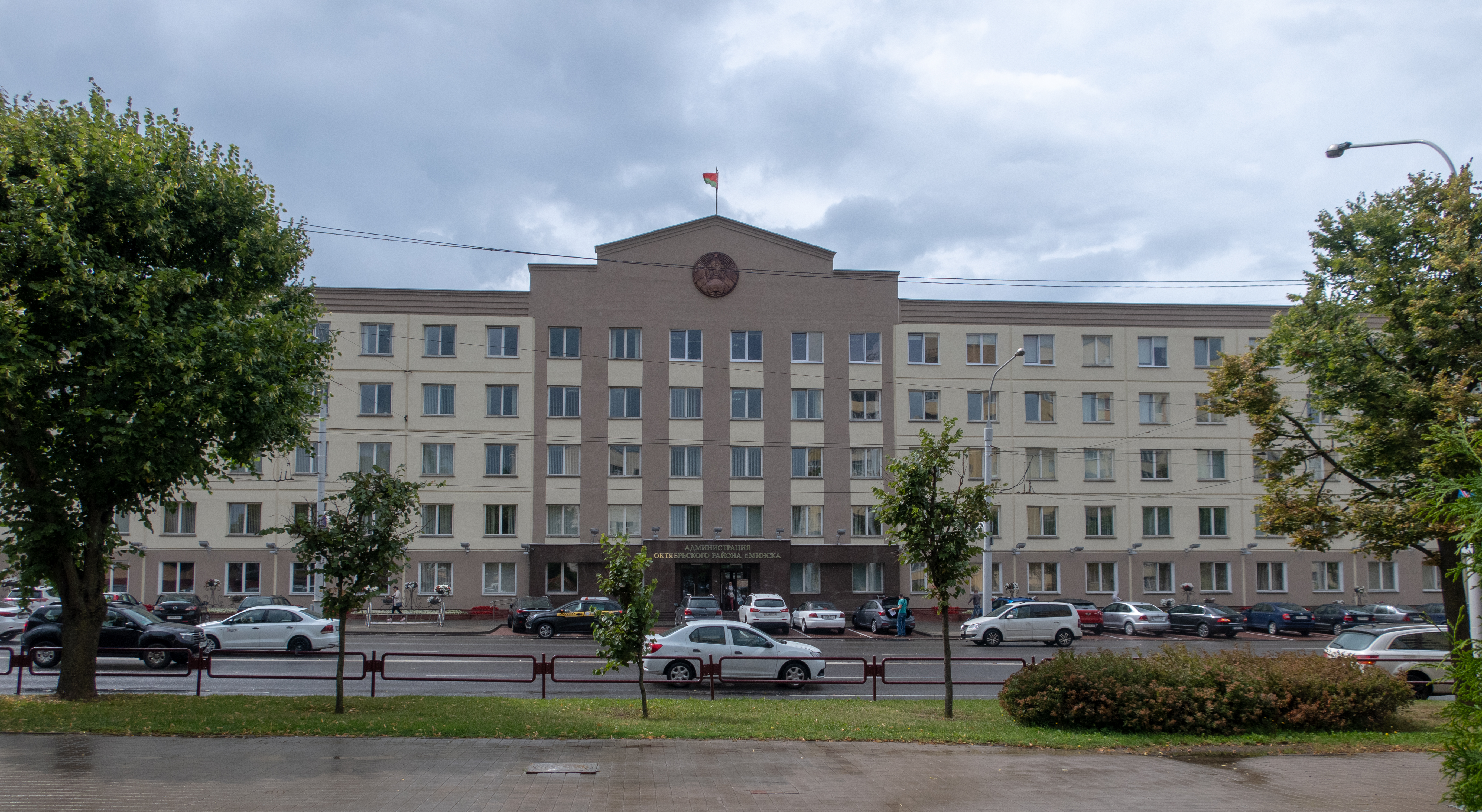
Здание администрации Октябрьского района на улице Чкалова.

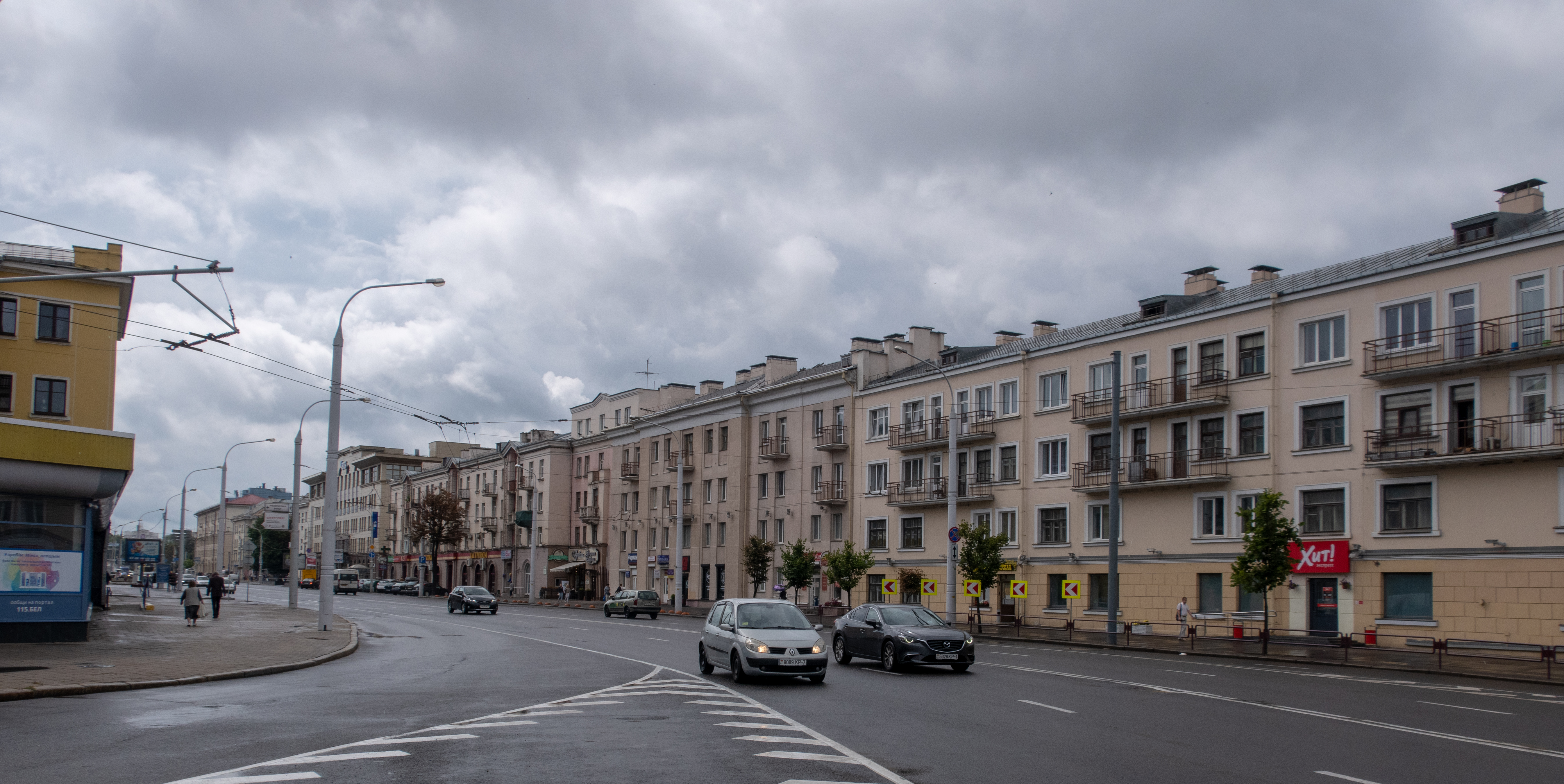
Московская улица.

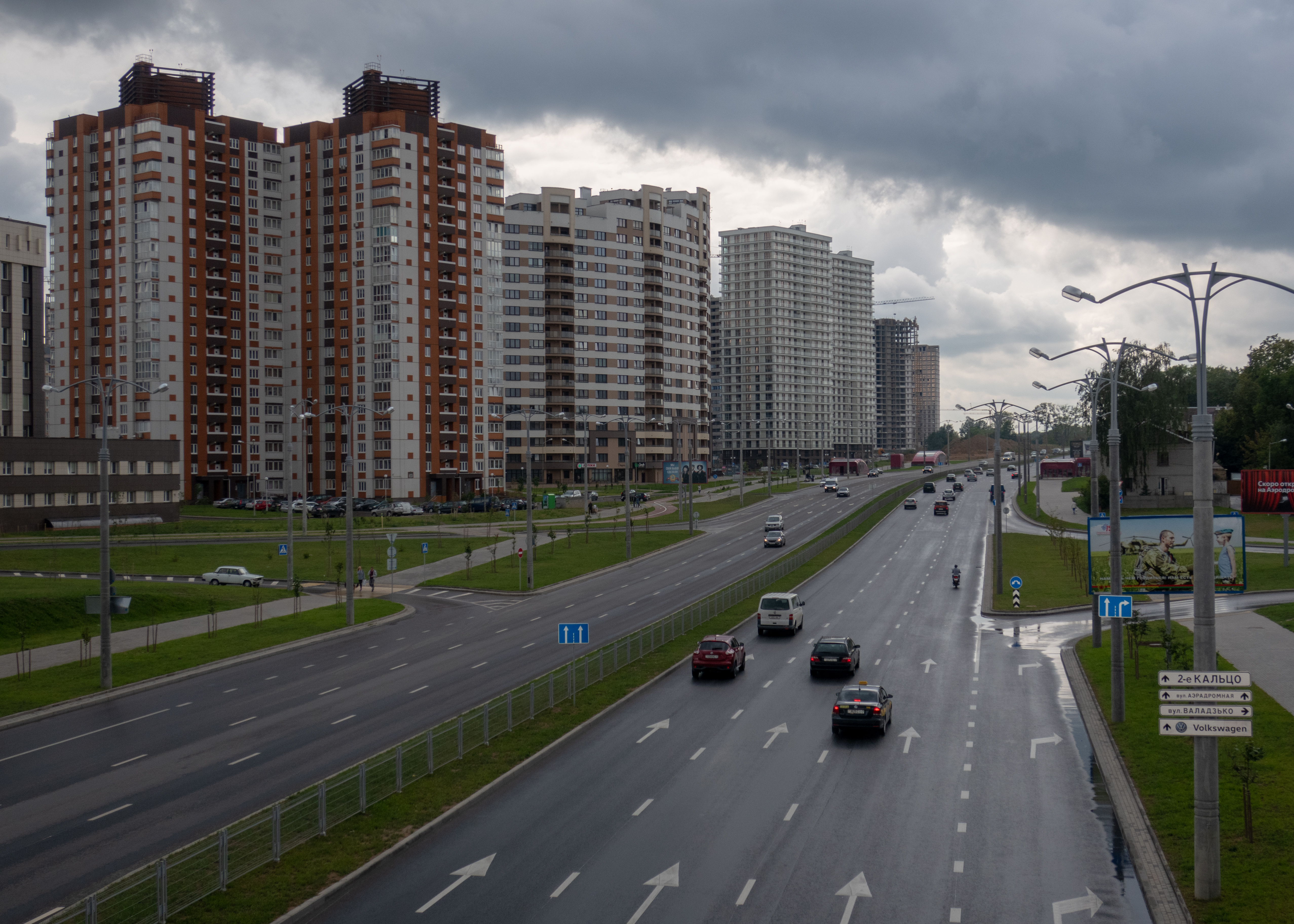
Улица Аэродромная.

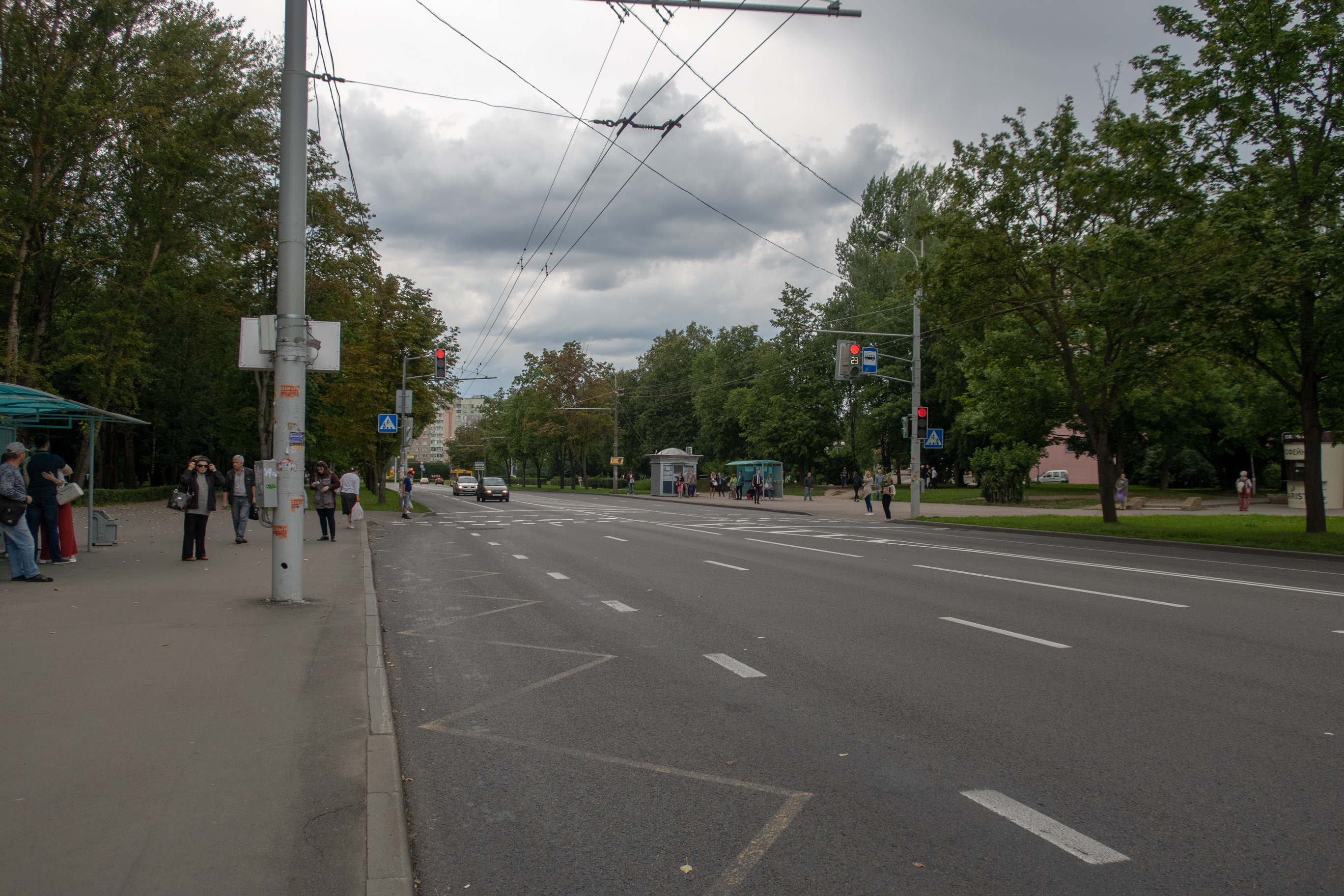
Улица Корженевского.

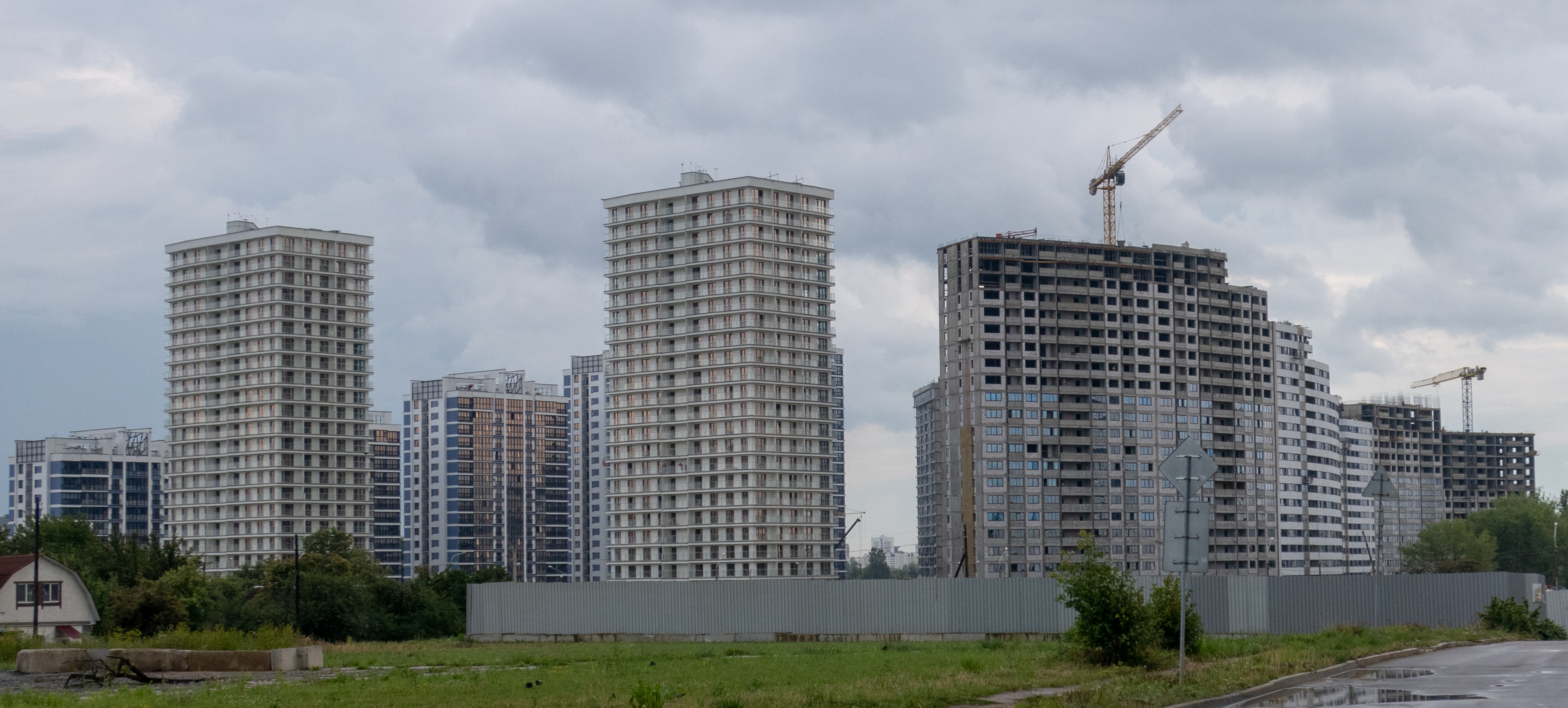
Застройка района «Минск Мир» на месте закрытого аэропорта Минск-1.

В августе 1921 года Центральное бюро КП(б)Б выпустило постановление о разделении города на три района по партийной работе: Александровский (прообраз нынешнего Октябрьского), Ляховский и Центральный.
В 1938 году были созданы административные районы Минска: Сталинский, Ворошиловский и Кагановичский (вместо Александровского).
В 1957 году Кагановичский район был переименован в Октябрьский.
В 1950—1980-х годах в районе построен целый ряд промышленных предприятий, научно-исследовательских и проектных учреждений, в том числе и всесоюзного уровня: Завод строительных материалов и кирпичный завод (ныне ОАО «Керамин»), Минский авиаремонтный завод гражданской авиации № 407 (1953), Минский мясокомбинат (1956—1960), Химический завод (ныне ОАО «Крион») (1956), Хлебозавод № 4 (1956), НПО «Интеграл» (1962), Рыбокомплекс (1975), Минская фабрика цветной печати (1984). НИИ Электроники, НИИ Радиоматериалов, НИИ Агрохимии и почвоведения, НИИ Рыбного хозяйства, НИИ Мясной и молочной промышленности, Всесоюзный НИИ Технологического монтажа, эксплуатации и ремонта машин и оборудования животноводческих и птицеводческих ферм.
В 1960—1980-х годах в районе шло массовое жилищное строительство микрорайонов: Курасовщина (с 1966 года), Серова (с 1978 года), микрорайона в границах улиц Чкалова, Воронянского, Жуковского.
В 1970—1990-х годах в районе построен комплекс клинических и больничных учреждений: Детская больница № 3 (1977), Больница скорой медицинской помощи (1978), НИИ травматологии и ортопедии (1981), городская поликлиника № 29 (1980), городская поликлиника № 3 (новое здание) (1987), городская поликлиника № 35 (1990), детская поликлиника № 13 (1977), Железнодорожная больница (ныне больница № 11) (1971), 8-я, (ныне гинекологическая), больница (1973).
В 1970—1980-х годах в районе построен ряд учреждений культуры и образования: Дворец железнодорожников (1978), кинотеатр «Электрон» (1981), Институт культуры (1975).
В состав входят промышленный узел «Колядичи». Указом Президента Республики Беларусь от 13 декабря 2000 г. № 675 в целях обеспечения интересов населения г.п. Сокол и создания условий для социально-экономического развития предприятий гражданской авиации Республики Беларусь в городскую черту г. Минска были включены г.п. Сокол и земельный участок площадью 925 гектаров Республиканского унитарного предприятия «Национальный аэропорт Минск».
Указанные территории вошли в подчинение Октябрьского района г. Минска.
C 2014 года ведётся строительство нового жилищного комплекса «Минск-Мир», в границах бывшего аэропорта «Минск-1», старой площадки авиаремонтного завода.
В 2016—2024 годах в Октябрьском районе построены станции «Вокзальная», «Ковальская Слобода», «Аэродромная», «Неморшанский сад» и «Слуцкий гостинец» Зеленолужской линии Минского метрополитена.

## География
Площадь — 1927 га.

### Расположение
Расположен между железнодорожными путями Минск — Брест и Минск — Гомель.

### Парки и скверы
- Парк «Курасовщина»
- Парк Белая дача
- Михайловский сквер
- Сквер Сенежаны

### Водная система
- река Лошица
- водохранилище Лошица (водохранилище Курасовщинское)
- река Сеница
- река около Национального аэропорта «Минск»
- озеро около Национального аэропорта «Минск»
- 2 канала

## Жилые районы
- Серова
- Курасовщина
- Сокол
- Минск Мир

## Магистрали
Основные — улицы Московская, Чкалова, Казинца, Воронянского, Могилёвская, Серова, Корженевского, Брестская, Аэродромная, Кижеватова, Брилевская и др.

## Площади
- Привокзальная площадь
- Площадь Казинца

## Население
Численность населения Октябрьского района на 1 января 2023 года составляет 170 527 жителей — это на 8 151 человек больше, чем годом ранее (+5,02 %).
| Численность населения (по годам) | Численность населения (по годам) | Численность населения (по годам) | Численность населения (по годам) | Численность населения (по годам) | Численность населения (по годам) | Численность населения (по годам) | Численность населения (по годам) | Численность населения (по годам) | Численность населения (по годам) |
| 1996                             | 2000                             | 2001                             | 2002                             | 2003                             | 2004                             | 2005                             | 2006                             | 2007                             | 2008                             |
| -------------------------------- | -------------------------------- | -------------------------------- | -------------------------------- | -------------------------------- | -------------------------------- | -------------------------------- | -------------------------------- | -------------------------------- | -------------------------------- |
| 157 800                          | ▼150 456                         | ▲151 254                         | ▲151 816                         | ▲152 130                         | ▲153 382                         | ▲154 028                         | ▼153 788                         | ▲153 897                         | ▼153 782                         |
| 2009                             | 2010                             | 2011                             | 2012                             | 2013                             | 2014                             | 2015                             | 2016                             | 2017                             | 2018                             |
| ▲154 707                         | ▲155 104                         | ▼154 923                         | ▲156 326                         | ▲157 142                         | ▼156 466                         | ▲157 511                         | ▲158 631                         | ▼157 454                         | ▼155 448                         |
| 2019                             | 2020                             | 2021                             | 2022                             | 2023                             |                                  |                                  |                                  |                                  |                                  |
| ▲158 340                         | ▲158 958                         | ▼158 076                         | ▲162 376                         | ▲170 527                         |                                  |                                  |                                  |                                  |                                  |

| Национальный состав (переписи 2009, 2019 гг.) | Национальный состав (переписи 2009, 2019 гг.) | Национальный состав (переписи 2009, 2019 гг.) | Национальный состав (переписи 2009, 2019 гг.) | Национальный состав (переписи 2009, 2019 гг.) | Национальный состав (переписи 2009, 2019 гг.) | Национальный состав (переписи 2009, 2019 гг.) | Национальный состав (переписи 2009, 2019 гг.) | Национальный состав (переписи 2009, 2019 гг.) | Национальный состав (переписи 2009, 2019 гг.) | Национальный состав (переписи 2009, 2019 гг.) | Национальный состав (переписи 2009, 2019 гг.) |
| Год                                           | Всего                                         | белорусы                                      | белорусы                                      | русские                                       | русские                                       | поляки                                        | поляки                                        | украинцы                                      | украинцы                                      | евреи                                         | евреи                                         |
| --------------------------------------------- | --------------------------------------------- | --------------------------------------------- | --------------------------------------------- | --------------------------------------------- | --------------------------------------------- | --------------------------------------------- | --------------------------------------------- | --------------------------------------------- | --------------------------------------------- | --------------------------------------------- | --------------------------------------------- |
| 2009                                          | 155 061                                       | 123 713                                       | 79,78 %                                       | 14 701                                        | 9,48 %                                        | 1 172                                         | 0,76 %                                        | 2 240                                         | 1,44 %                                        | 303                                           | 0,2 %                                         |
| 2019                                          | 158 293                                       | 138 296                                       | 87,37 %                                       | 11 192                                        | 7,07 %                                        | 1 513                                         | 0,96 %                                        | 2 756                                         | 1,74 %                                        | 389                                           | 0,25 %                                        |

## Экономика

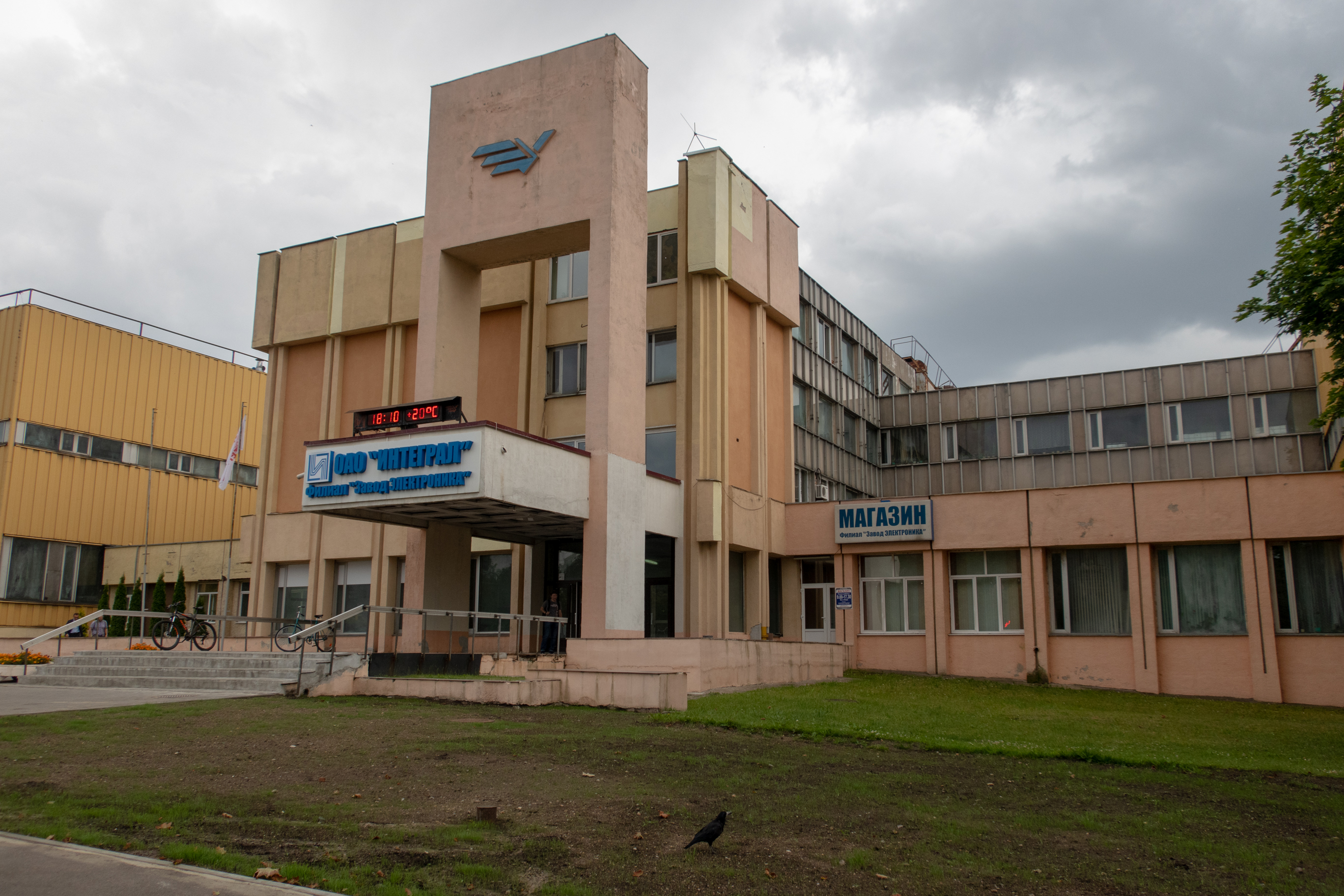
Завод «Электроника» — филиал НПО «Интеграл»

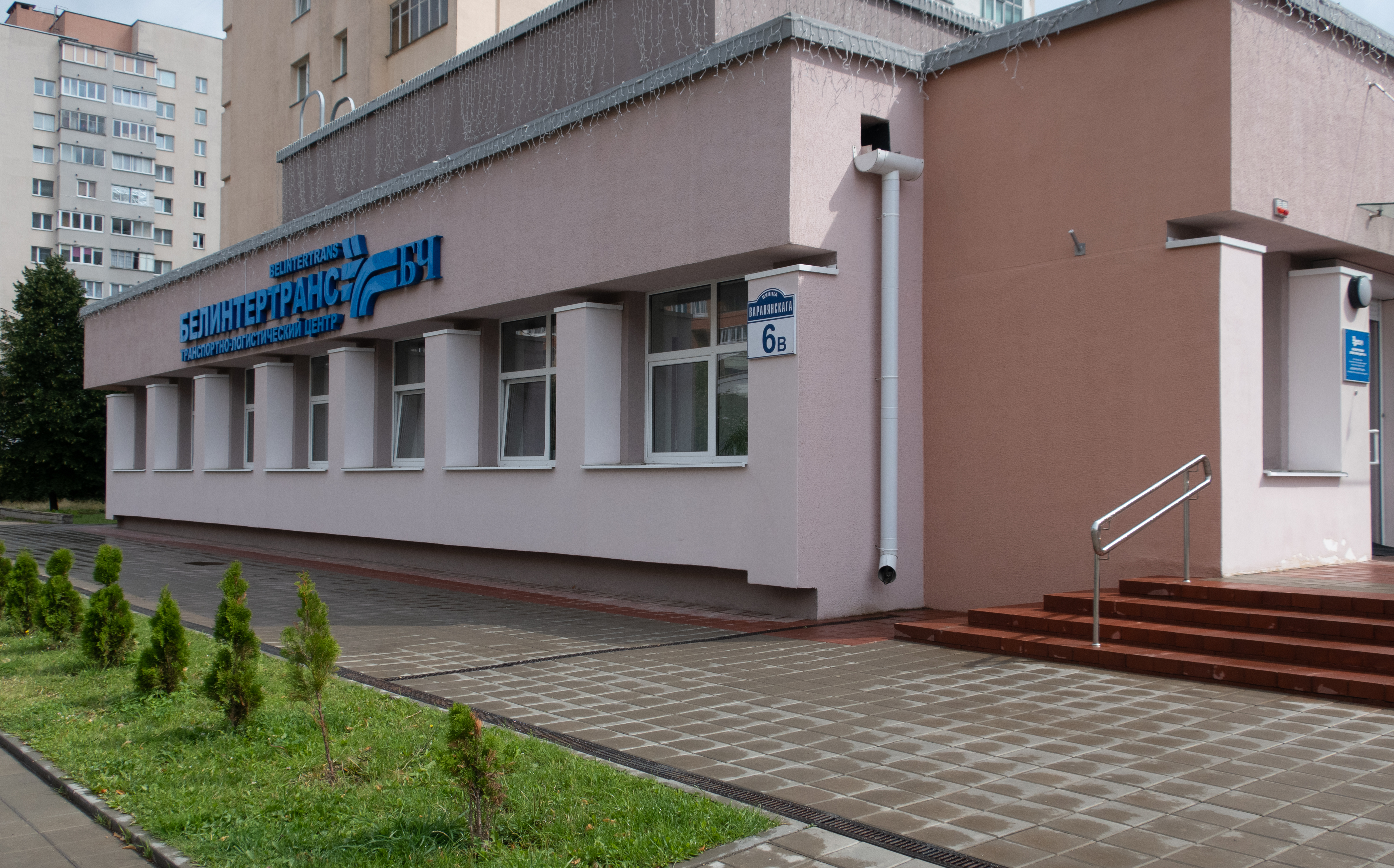
Офис компании «Белинтертранс» — дочернего предприятия Белорусской железной дороги

Специализация района — транспорт. Здесь расположены предприятия Минского отделения Белорусской железной дороги, Минский железнодорожный вокзал, Департамент по авиации Министерства транспорта и коммуникаций Республики Беларусь, его подразделения и предприятия (в том числе и аэропорт «Минск-1»), автомобильный концерн «Белмагистральавтотранс», автокомбинаты № 5 и 6.
Среди промышленных предприятий — научно-производственное объединение «Интеграл», завод «Крион», Минский мясокомбинат, ОАО «Керамин», Минская фабрика цветной печати.
На территории района расположены:

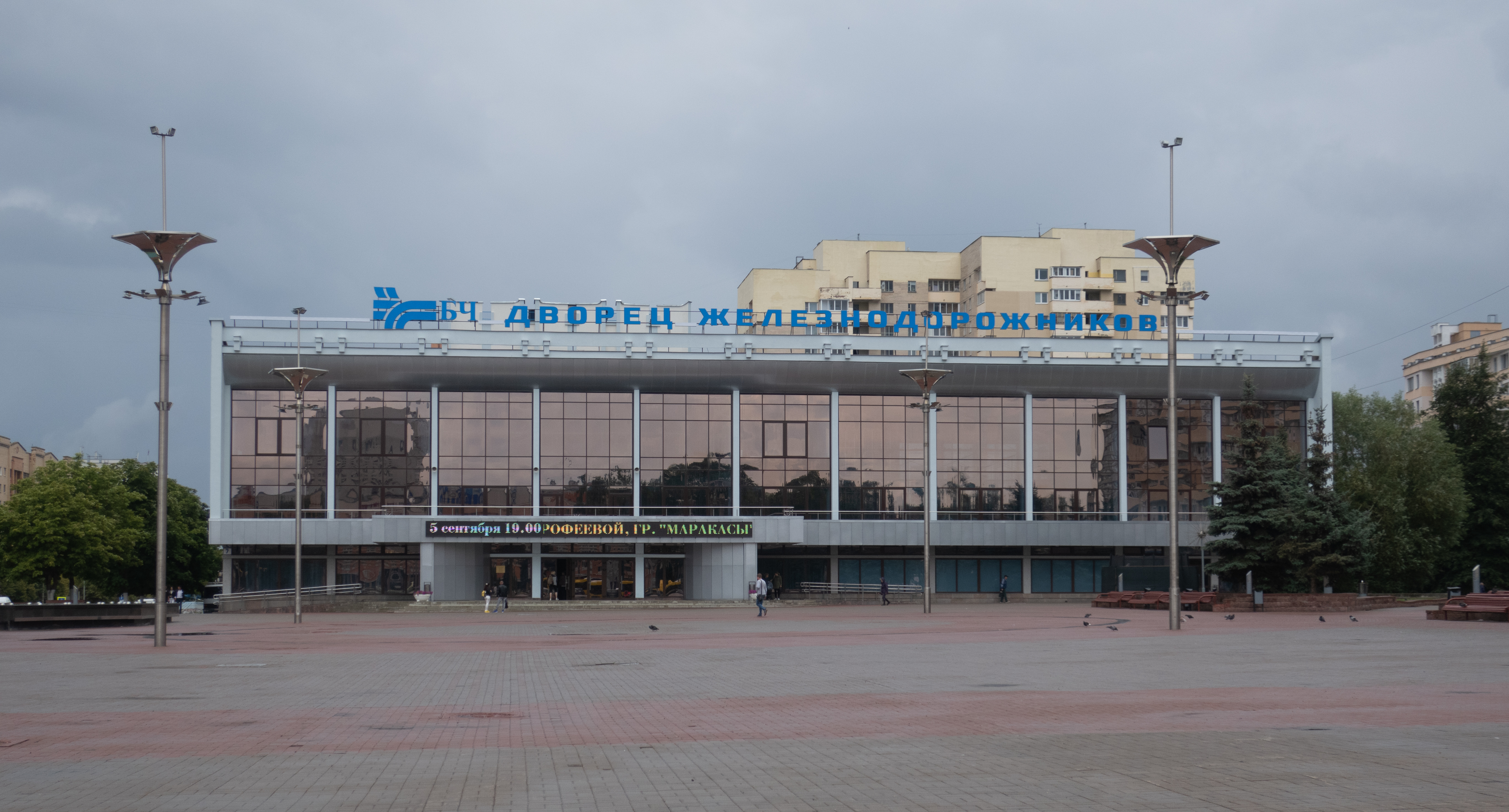
Дворец культуры железнодорожников

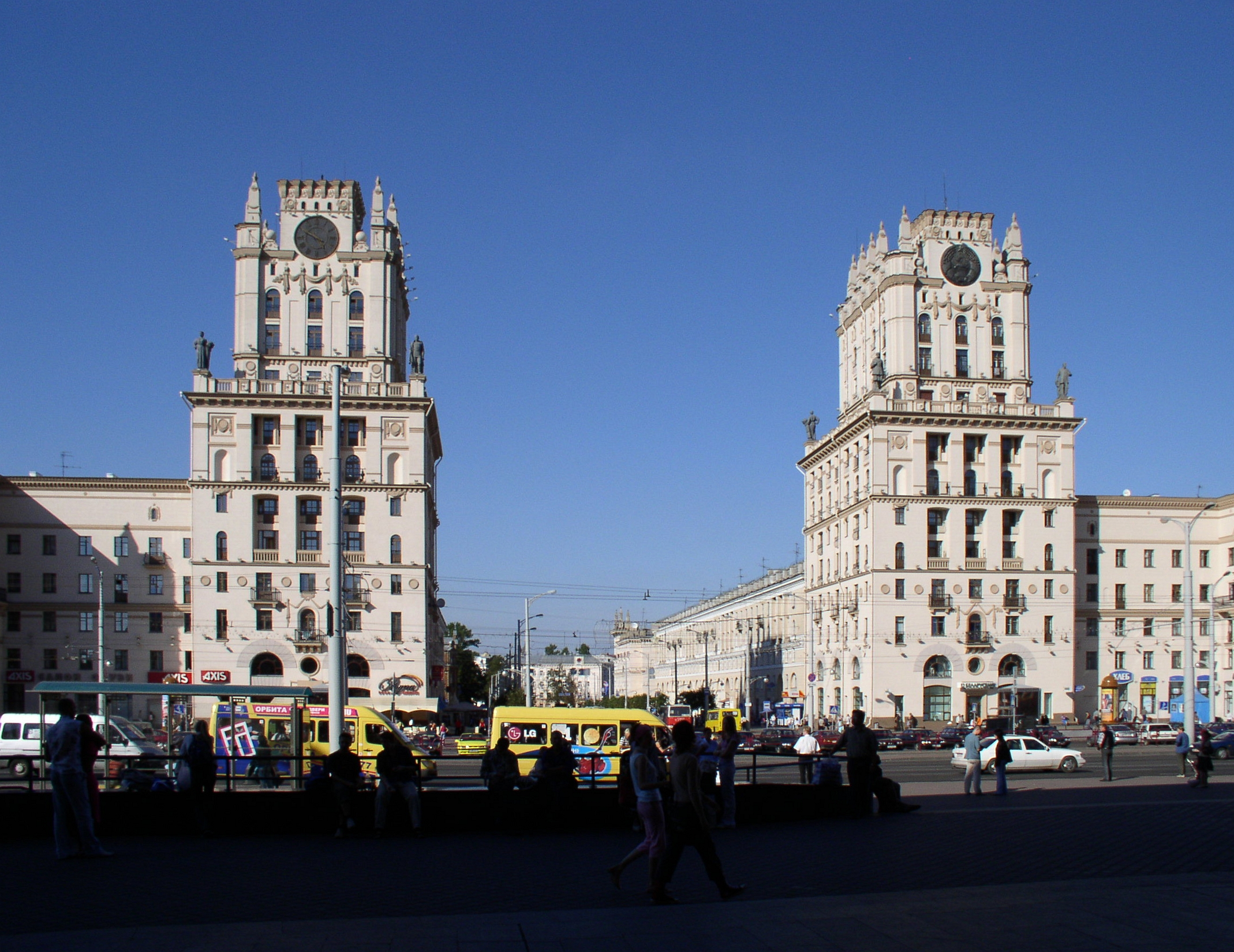
Привокзальная площадь на границе Октябрьского и Московского районов Минска (правая башня «Ворот Минска» и тротуар, откуда сделана фотография, относятся к Октябрьскому району, левая башня — к Московскому)

- ОАО «Белорусская универсальная товарная биржа»
- ОАО «Керамин»
- НПО «Интеграл»
- «Минский авиаремонтный завод»
- Завод «Крион»
- «Минский мясокомбинат»
- 2950 субъектов хозяйствования различных форм собственности

## Культура и образование

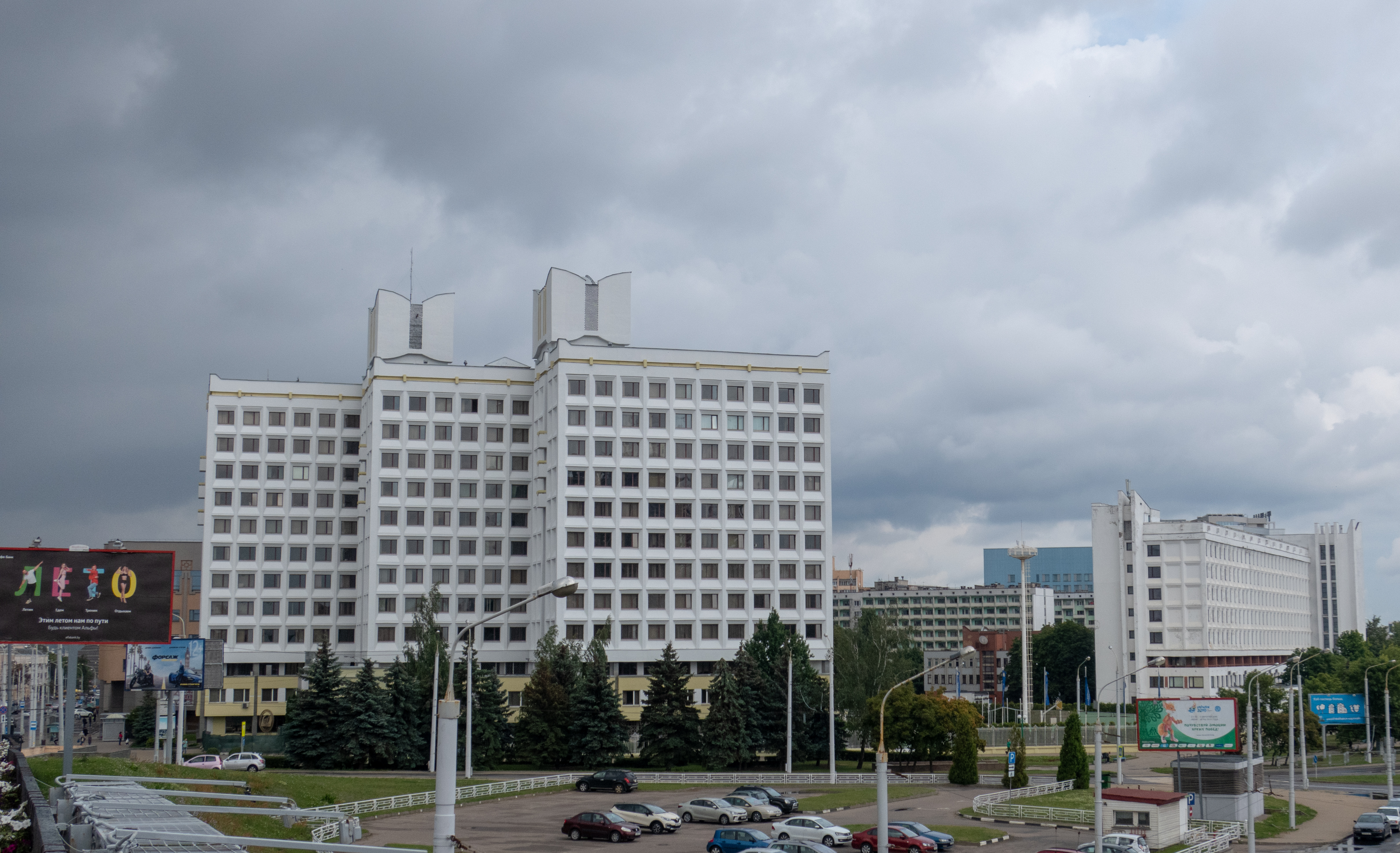
Академия управления и Белорусский государственный университет культуры и искусств

На территории района расположены следующие культурные и образовательные объекты:
- Академия управления при Президенте Республики Беларусь
- Белорусский государственный университет
- Белорусский государственный университет культуры и искусств
  - Молодёжный театр эстрады
- Медицинское училище № 2
- Художественное училище
- 5 ПТУ
- 17 школ
  - Гимназия № 74
- Белорусская сельскохозяйственная библиотека
- Экспериментальный театр EYE
- Национальный художественный центр творчества детей и молодёжи

## Транспорт

### Метрополитен
На территории района расположены станция Московской линии — «Институт культуры» и станции Зеленолужской линии — «Вокзальная», «Ковальская Слобода», «Аэродромная», «Неморшанский сад» и «Слуцкий гостинец».

## Здравоохранение
Крупные медицинские учреждения:
- Больница скорой медицинской помощи;
- 11-я городская клиническая больница;
- Городская гинекологическая больница;
- Третья детская больница.

## Спорт
Расположены:
- 300 спортивных объектов
- Три стадиона:
  - «Локомотив»
  - «Взлёт» (В связи с проведением работ по строительству метрополитена — снесён)
  - «Орбита» (МГЦОР)

## Достопримечательности

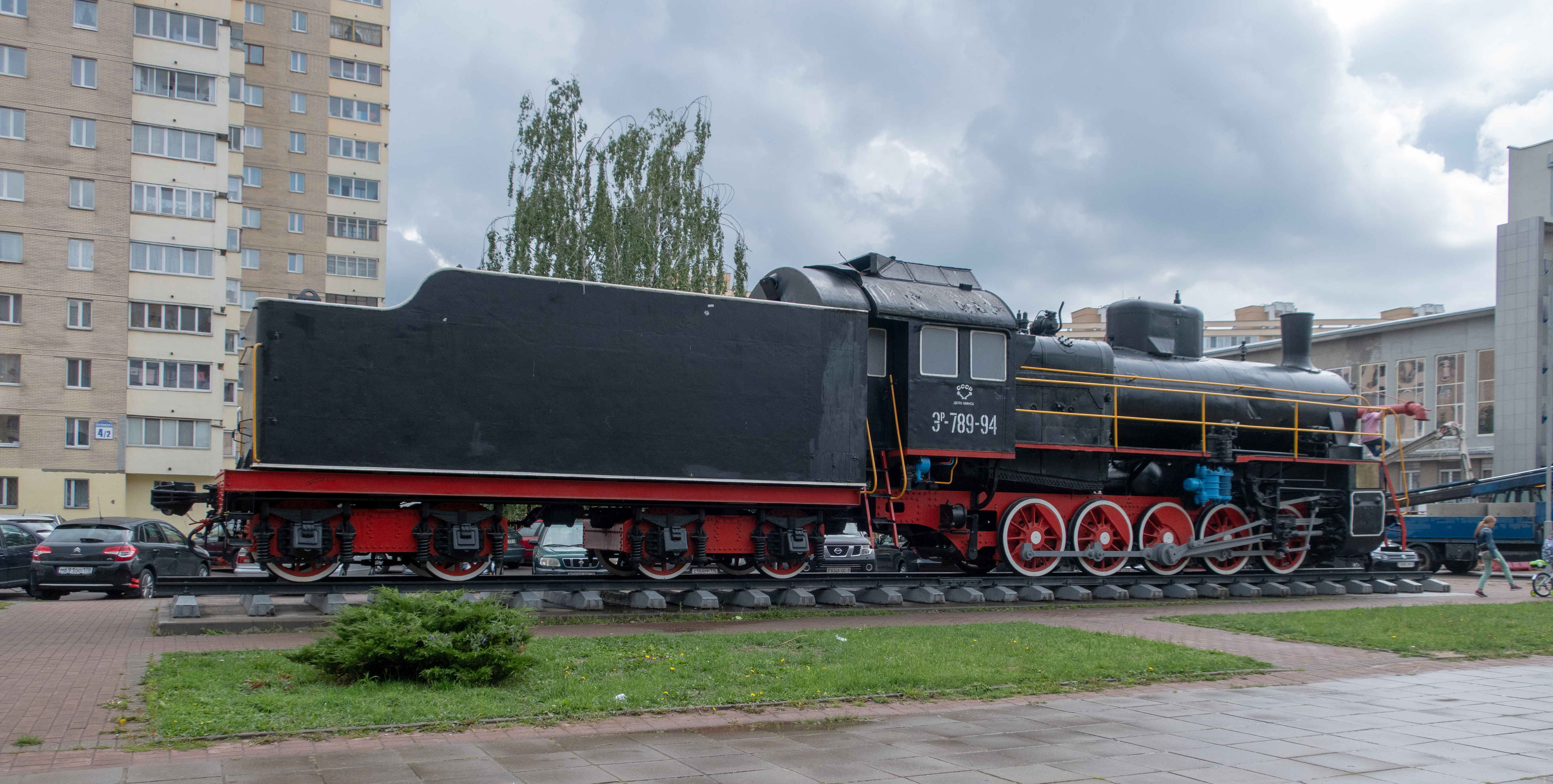
Паровоз Эр на улице Воронянского

- Усадьба «Белая дача» (построена во второй половине XIX века)
- Усадьба Неморшанских (остатки снесены в 2015 году)
- Паровоз-памятник серии Эр, установленный 15 апреля 2008 года в честь 70-летия района.